# Curtești
Curtești est une commune du județ de Botoșani en Roumanie.